# ورنتا لسفوریس
ورنتا لسفوریس (انگلیسی: Vernetta Lesforis؛ زادهٔ ۴ مهٔ ۱۹۷۵) ورزشکار دو و میدانی زن رشته ۴ در ۴۰۰ متر امدادی اهل سنت لوسیا است که در مسابقات بین‌المللی در مجموع برنده ۱ مدال برنز شد.